# Aeroportul Hasvik
Aeroportul Hasvik (IATA: HAA, ICAO: ENHK) este un aeroport din Comuna Hasvik, Finnmark, Norvegia ce deservește zona Comuna Hasvik. Aeroportul a fost tranzitat în 2022 de 28.393 de pasageri. A fost deschis în 1973 și numit după zona deservită.
Situat la o altitudine de 7 m, aeroportul dispune de 1 pistă.

## Infrastructură

### Piste
Aeroportul dispune de o singură pistă. Pista 11/29 are suprafața de asfalt și dimensiunile 1.039 m × 30 m. 